# Cirsotrema vulpinum
Cirsotrema vulpinum är en snäckart som först beskrevs av Hinds 1844.  Cirsotrema vulpinum ingår i släktet Cirsotrema och familjen vindeltrappsnäckor. Inga underarter finns listade i Catalogue of Life.